# Margarita Nájera Aranzábal
Margarita Nájera Aranzábal (Bilbao, País Basc, 1954) és una política establerta a Mallorca, a la localitat de Calvià. Està afiliada al Partit Socialista de les Illes Balears
Es va llicenciar dels estudis de ciències econòmiques i empresarials a la Universitat del País Basc. A més, és màster en direcció d'empreses i també en organització i direcció política.
Abans de ser consellera, va ser des de 1991, i durant dotze anys, batlessa del municipi de Calvià, i presidenta de la FELIB entre 1999 i 2003. L'any 2003 fou derrotada per la candidatura del Partit Popular encapçalada per Carlos Delgado, qui arribà al poder arran d'un acord amb Unió Mallorquina. Aleshores, ella renuncià a l'acta de regidora i es dedicà a l'empresa privada.
L'any 2007 va ser nomenada pel president del Govern de les Illes Balears, Francesc Antich, consellera de Treball i Formació de l'executiu balear, però al setembre de 2008, dimití com a consellera assumir un càrrec al Govern de Madrid per a rehabilitar la zona turística de la Platja de Palma.